# 2010 في الأرجنتين
فيما يلي قوائم الأحداث التي وقعت خلال عام 2010 في الأرجنتين.

## سياسة

### انتهاء فترة المنصب
- 27 أكتوبر – نيستور كيرشنير السيدة الأولى للأرجنتين [الإنجليزية]‏.

## أفلام
من الأفلام التي صدرت هذه السنة في الأرجنتين:
- 13 أغسطس – السر في عيونهم من إخراج خوان خوسيه كامبانيلا.

## وفيات

### فبراير
- 18 فبراير – أرييل راميريز (مواليد 1921)

### يوليو
- 2 يوليو – كارلوس خواريز (مواليد 1917) سياسي أرجنتيني.
- 6 يوليو – سارة بيانكي (مواليد 1922)
- 31 يوليو – بيدرو ديلاتشا (مواليد 1926) لاعب كرة قدم أرجنتيني.

### أغسطس
- 22 أغسطس – راؤول بيلين (مواليد 1931) لاعب كرة قدم أرجنتيني.
- 30 أغسطس – فرانسيسكو فارايو (مواليد 1910) لاعب كرة قدم أرجنتيني.

### سبتمبر
- 22 سبتمبر – خورخي غونزاليس (مواليد 1966)

### أكتوبر
- 27 أكتوبر – نيستور كيرشنير (مواليد 1950)

### نوفمبر
- 8 نوفمبر – إميليو ادواردو ماسيرا (مواليد 1925)

### ديسمبر
- 3 ديسمبر – خوسيه راموس دلغادو (مواليد 1935) لاعب كرة قدم أرجنتيني.
- 7 ديسمبر – فيديريكو فايرو (مواليد 1930) لاعب كرة قدم أرجنتيني.